# 가디언즈 (비디오 게임)
《가디언즈》(일본어: ガーディアンズ 가디안즈[*], 電神魔傀II)는 1995년에 반프레스토에서 발매한 벨트스크롤 액션 게임이다. 개발은 윙키 소프트가 맡았다.